# Тројкрсти
Тројкрсти (мкд. Тројкрсти) су насеље у Северној Македонији, у јужном делу државе. Тројкрсти припадају општини Прилеп.

## Географија
Насеље Тројкрсти су смештени у јужном делу Северне Македоније. Од најближег већег града, Прилепа, насеље је удаљено 20 km југозападно.
Тројкрсти се налазе у средишњем делу Пелагоније, највеће висоравни Северне Македоније. Село је смештено у средишњем делу поља, а најближа планина је Селечка планина, 10 km источно. Јужно од села протиче Црна река. Надморска висина насеља је приближно 600 метара.
Клима у насељу је континентална.

## Становништво
По попису становништва из 2002. године Тројкрсти су имали 81 становника.
Претежно становништво у насељу су етнички Македонци (99%).
Већинска вероисповест у насељу је православље.